# Bąble przeciwtorpedowe

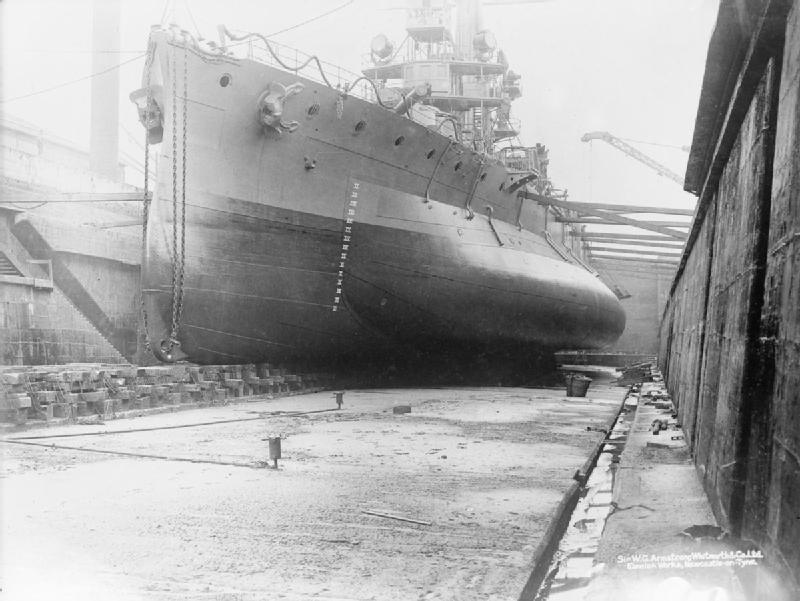
Bąbel przeciwtorpedowy wyraźnie widoczny na kadłubie HMS „Glatton”

Bąble przeciwtorpedowe (ang. anti-torpedo bulges) – system biernej ochrony kadłuba okrętów przed wybuchem podwodnym, w szczególności torped, stosowany w I połowie XX w.
Pomysłodawcą systemu był Dyrektor Konstrukcji Okrętowych (Director of Naval Construction) brytyjskiej Admiralicji, Eustace Tennyson d’Eyncourt. Zaproponował on umieszczenie na podwodnej części jednostki wzdłużnego sponsonu, składającego się z dwóch warstw: zewnętrznej, szczelnej, wypełnionej powietrzem i wewnętrznej, częściowo otwartej, przez którą przepływała woda morska. Ochrona okrętu polegała, po pierwsze, na odsunięciu miejsca eksplozji miny lub torpedy od zasadniczego kadłuba jednostki – bąble zainstalowane na krążownikach typu Edgar miały szerokość ok. 5 m (15 stóp); po drugie, energia pierwotnego wybuchu miała się rozproszyć w obrębie wypełnionej powietrzem komory, zaś wewnętrzna, wypełniona wodą, miała wyhamować odłamki, które mogłyby uszkodzić burtę. Powietrzna część bąbla była podzielona na odcinki grodziami wodoszczelnymi, by ograniczyć zasięg zniszczeń i zalania.

Schematyczny przekrój bąbla przeciwtorpedowego: część zewnętrzna (różowa) jest wypełniona powietrzem, przez wewnętrzną przepływa woda; bąbel sięga poniżej głównego pasa pancernego chroniącego burtę okrętu (ciemnoszary pogrubiony pas)

Bąble dobudowywano zarówno do jednostek istniejących jak wspomnianych krążowników typu Edgar, instalowano na okrętach w trakcie konstrukcji (np. na HMS „Ramillies”), jak inkorporowano w projektach nowo planowanych jednostek, zwłaszcza monitorow, które ze względu na swoje zadania – ostrzał wybrzeży – były szczególnie narażone na ataki torpedowe. Bąble znacząco zwiększały szerokość jednostki, co powodowało spadek prędkości (o 4 węzły w przypadku Edgarów, o 1 – „Ramilliesa”, którego bąble były znacznie węższe, ok. 2,2 m). W przypadku słabiej dopracowanych jednostek, jak monitory typu Abercrombie „cień” hydrodynamiczny dużych bąbli mocno zmniejszał opływ wody wokół niewielkich śrub, powodując bardzo znaczący spadek wydajności układu napędowego (wady tej pozbawione były późniejsze okręty typu Erebus o dłuższych kadłubach i węższych bąblach). Zaletą bąbli, zwłaszcza w przypadku stosunkowo niewielkich jednostek jak monitory, było zwiększenie stabilności, co ułatwiało prowadzenie ognia artyleryjskiego. Czasami bąble wykorzystywano w innym niż ochrona przeciwtorpedowa celu: zalewając bąble z jednej strony przechylano okręt na bok, zwiększając kąt podniesienia dział, by zwiększyć ich donośność.
Eksperymentowano także z wypełnianiem bąbli drewnem (co okazało się nieskuteczne) lub zamkniętymi odcinkami rur stalowych, na których siła eksplozji miała się rozpraszać, miażdżąc je kolejno. Tak wypełnione były przyburtowe komory bąbli HMS „Hood”; w okręcie tym system ochrony przeciwtorpedowej stanowił integralną część konstrukcji, złożoną z dwukomorowych bąbli (zewnętrzna komora była pusta), pancernej grodzi przeciwtorpedowej i zbiorników paliwa za nią.
System bąbli stosowany był także w okresie międzywojennym, wyposażone były weń m.in. wodowane w 1940 roku amerykańskie pancerniki „North Carolina” i „Washington”. By zwiększyć ochronę przeciwtorpedową, zewnętrzne bąble dodawano czasem także do jednostek z zaawansowanym integralnym systemem ochronnym, jak np. podczas remontu pancernika USS „West Virginia”, chronionego przez cztery rzędy zbiorników (z których dwa środkowe wypełnione były płynem); po remoncie, „West Virginia”, podobnie jak inne okręty typu Colorado miały jeszcze jeden, dodatkowy, piąty zbiornik na zewnątrz kadłuba.